# 네로 AAC 코덱
네로 AAC 코덱(Nero AAC Codec)은 고급 오디오 부호화 형식의 오디오를 인코딩 또는 디코딩하거나 MPEG-4 메타데이터를 수정할 수 있는 소프트웨어 세트이다. 네로 AG에서 제작하였으며, 윈도우와 리눅스에서 비상업적 용도에 한해 무료로 제공된다. 이 코덱은 네로 디지털의 한 부분이었으나, 이후 독립적으로 출시되었다.

## 구성 요소
| 도구       | 역할                  | 최신 버전                  |
| ---------- | --------------------- | -------------------------- |
| neroAacEnc | AAC 인코더            | 1.5.4.0 (2010년 2월 18일)  |
| neroAacDec | AAC 디코더            | 1.5.1.0 (2009년 12월 17일) |
| neroAacTag | MP4 메타데이터 편집기 | 1.5.1.0 (2009년 12월 17일) |